# Geholaspis longispinosus
Geholaspis longispinosus är en spindeldjursart som först beskrevs av Kramer 1876.  Geholaspis longispinosus ingår i släktet Geholaspis och familjen Macrochelidae. Inga underarter finns listade i Catalogue of Life.